# Senad Bašić
Senad Bašić (Trebinje, 26. kolovoza 1962.) je bosanskohercegovački glumac.

## Životopis
Diplomirao je na Akademiji scenskih umjetnosti u Sarajevu 1987. godine. Radi kao profesor na Akademiji scenskih umjetnosti u Sarajevu na predmetu Gluma. 
Dobitnik je nagrade za najboljeg mladog glumca na Festivalu profesionalnih kazališta u Jajcu 1989. i nagrade "Mala liska" koja se dodjeljuje u sklopu Festivala komedije Bosne i Hercegovine "Mostarska liska" 2004. Bio je i nominiran za nagradu Zlatni Leopard (najbolji glumac) na 55. Lokarno Film Festivalu, 2002. godine.

## Filmografija
- Bosanski lonac kao Faruk Šego (2023.)
- Praznik praznine kao Sado (2022.)
- Glumim, jesam kao redatelj (2018.)
- Lud, zbunjen, normalan (2007. – 2016.)
- Nafaka (2006.)
- Warchild (2005.)
- Kod amidže Idriza (2004.)
- Ljeto u zlatnoj dolini (2003.)
- Gori vatra (2003.)
- Jours tranquilles à Sarajevo (2003.)
- Oltre il confine (2002.)
- Promenade inopinée, La (1998.)
- Savršeni krug (1997.)
- Dobrodošli u Sarajevo kao trgovac crnog tržišta (1997.)
- Territorio Comanche (1997.)
- Neočekivana šetnja (1997.)
- Praznik u Sarajevu (1991.)
- Aleksa Šantić, TV-serija (1990.)
- Hajde da se volimo 2 (1989.)
- Azra (1988.)
- Posljednji skretničar uzanog kolosjeka (1986.)
- I to će proći (1985.)

## Vanjske poveznice
- Senad Bašić u internetskoj bazi filmova IMDb-u (engl.)